# Межрелигиозный совет России
Межрелигио́зный сове́т Росси́и (МСР) — российская общественная организация, объединяющая представителей традиционных религий для сотрудничества.

## История МСР
Межрелигиозный совет России образован 23 декабря 1998 года на встрече глав и представителей Московской патриархии, Совета муфтиев России, Центрального духовного управления мусульман России и европейских стран СНГ , Конгресса еврейских религиозных организаций и объединений в России и Буддийской традиционной сангхи России.
Инициатива создания этой межрелигиозной организации исходила от Русской Православной Церкви. Объединяет духовных лидеров и представителей четырёх традиционных конфессий России: православия, ислама, иудаизма и буддизма. Целью её деятельности является координация совместных действий и противодействие использованию религиозных чувств для разжигания межэтнических конфликтов, утверждение в обществе традиционных духовных ценностей, согласия и стабильности, диалог с государственной властью России и других стран.
22 апреля 2010 года в рабочей Патриаршей резиденции в Чистом переулке состоялась встреча Святейшего Патриарха Московского и всея Руси Кирилла с членами президиума Межрелигиозного совета России.В своих выступлениях члены президиума Межрелигиозного совета России отметили выдающуюся миротворческую роль Святейшего Патриарха Кирилла в религиозном и межнациональном пространстве, а также вклад Его Святейшества в созидание взаимополезных и продуктивных межрелигиозных отношений на площадке Межрелигиозного совета. Члены президиума обратились к Святейшему Патриарху Кириллу с просьбой стать почетным председателем Межрелигиозного совета России. В ответном слове Предстоятель Русской Церкви сообщил, что с благодарностью принимает это предложение.

## Руководство МСР
- Почетным председателем Межрелигиозного совета России является Святейший Патриарх Московский и всея Руси Кирилл
- Высшим органом управления МСР является Президиум Межрелигиозного совета, формируемый Учредителями
- Постоянно действующий исполнительный орган — Секретариат, во главе с Исполнительным секретарём.
- Исполнительный секретарь — Р. А. Силантьев (с июня 2001 по декабрь 2005 гг.)[2][3]

С 2010 по 2015 год обязанности секретаря МСР исполнял иерей Роман Богдасаров, сотрудник Отдела Московского Патриархата по взаимоотношениям Церкви и общества. С января 2016 года исполнительным секретарем МСР является иерей Димитрий Сафонов.

## Деятельность совета МСР
1. Совместное выступление МСР против деятельности фонда Харе Кришна — пища жизни
2. Межрелигиозный совет России осудил любые формы кощунства и попытки оправдать принципом свободы слова оскорбление чувств верующих 
3. Межрелигиозный совет России призывает ограничивать распространение игорного бизнеса
4. Обращение Межрелигиозного совета России о внесении теологии в списки научных специальностей Высшей аттестационной комиссии
5. Заявление Межрелигиозного совета России о культуре межрелигиозных отношений в России и мире
6. Заявление Межрелигиозного совета России в связи с инициативой празднования Дня семьи, любви и верности
7. Обращение Межрелигиозного совета России к российским спортсменам, участвующим в Олимпийских играх в Пекине
8. Заявление президиума Межрелигиозного совета России по вопросам защиты прав семьи и ребёнка 
9. Заявление президиума Межрелигиозного совета России по вопросам антинаркотической деятельности
10. Заявление президиума Межрелигиозного совета России по вопросам обеспечения правопорядка
11. Заявление президиума Межрелигиозного совета России о законодательстве, затрагивающем жизнь семьи
12. Обращение президиума Межрелигиозного совета России по вопросам миграции
13. Заявление президиума Межрелигиозного совета России о состоянии межнациональных отношений в России
14. Заявление президиума Межрелигиозного совета России в связи с Посланием Президента России Д.А. Медведева Федеральному Собранию Российской Федерации
15. Заявление президиума Межрелигиозного совета России в связи с гибелью муфтия Кабардино-Балкарии Анаса Пшихачева
16. Заявление миротворческой миссии Межрелигиозного совета России
17. Заявление Межрелигиозного совета России в связи с удовлетворением Европейским судом по правам человека жалобы на запрет парада «сексуальных меньшинств» в Москве
18. Заявление Межрелигиозного совета России о срочных мерах по поддержке семьи и детства
19. Заявление Межрелигиозного совета России в связи с законопроектом «Об образовании в Российской Федерации»
20. Предложение Межрелигиозного совета России о создании межрелигиозного совета ООН

## Внешние ссылки
Официальный сайт Межрелигиозного Совета России